# Aphrodita
Aphrodita is een geslacht van borstelwormen uit de familie van de Aphroditidae.

## Soorten
- Aphrodita abyssalis Kirkegaard, 1995
- Aphrodita aculeata Linnaeus, 1758
- Aphrodita acuminata Ehlers, 1887
- Aphrodita alta Kinberg, 1856
- Aphrodita aphroditoides (McIntosh, 1885)
- Aphrodita armifera Moore, 1910
- Aphrodita australis Baird, 1865
- Aphrodita bamarookis Hutchings & McRae, 1993
- Aphrodita bisetosa Rozbaczylo & Canahuire, 2000
- Aphrodita brevitentaculata Essenberg, 1917
- Aphrodita daiyumaruae Imajima, 2005
- Aphrodita decipiens (Horst, 1916)
- Aphrodita defendens Chamberlin, 1919
- Aphrodita diplops Fauchald, 1977
- Aphrodita falcifera Hartman, 1939
- Aphrodita floresiana (Horst, 1916)
- Aphrodita goolmarris Hutchings & McRae, 1993
- Aphrodita hastata Moore, 1905
- Aphrodita japonica Marenzeller, 1879
- Aphrodita kulmaris Hutchings & McRae, 1993
- Aphrodita limosa (Horst, 1916)
- Aphrodita longicornis Kinberg, 1856
- Aphrodita longipalpa Essenberg, 1917
- Aphrodita macroculata Imajima, 2001
- Aphrodita magellanica Malard, 1891
- Aphrodita malayana (Horst, 1916)
- Aphrodita malkaris Hutchings & McRae, 1993
- Aphrodita maorica Benham, 1900
- Aphrodita marombis Hutchings & McRae, 1993
- Aphrodita mexicana Kudenov, 1975
- Aphrodita negligens Moore, 1905
- Aphrodita nipponensis Imajima, 2003
- Aphrodita obtecta Ehlers, 1887
- Aphrodita parva Moore, 1905
- Aphrodita perarmata Roule, 1898
- Aphrodita refulgida Moore, 1910
- Aphrodita rossi Knox & Cameron, 1998
- Aphrodita sibogae (Horst, 1916)
- Aphrodita sondaica Grube, 1875
- Aphrodita sonorae Kudenov, 1975
- Aphrodita talpa Quatrefages, 1866
- Aphrodita terraereginae Haswell, 1883
- Aphrodita tosaensis Imajima, 2001
- Aphrodita watasei Izuka, 1912

### Taxon inquirendum
- Aphrodita annulata Pennant, 1777
- Aphrodita clavigera Freminville, 1813
- Aphrodita echidna Quatrefages, 1866
- Aphrodita heptakera Otto, 1821
- Aphrodita hirta Otto, 1821
- Aphrodita modesta Quatrefages, 1866
- Aphrodita scolopendra Bruguière, 1789
- Aphrodita (Amphitus) audouini Castelnau, 1842
- Aphrodita (Cyanippa) sericea Castelnau, 1842

### Nomen nudum
- Aphrodita elliptica Johnston, 1865
- Aphrodita subrotunda Johnston, 1865

### Synoniemen
- Aphrodita arcta Dalyell, 1853 ⇒ Sthenelais limicola (Ehlers, 1864)
- Aphrodita armadillo Bosc, 1802 ⇒ Lepidonotus squamatus (Linnaeus, 1758)
- Aphrodita borealis Johnston, 1840 ⇒ Aphrodita aculeata Linnaeus, 1758
- Aphrodita californica Essenberg, 1917 ⇒ Aphrodita castanea Moore, 1910 ⇒ Aphrodita negligens Moore, 1905
- Aphrodita carunculata Pallas, 1766 ⇒ Hermodice carunculata (Pallas, 1766)
- Aphrodita castanea Moore, 1910 ⇒ Aphrodita negligens Moore, 1905
- Aphrodita centenes Quatrefages, 1866 ⇒ Aphrodita australis Baird, 1865
- Aphrodita cirrata Müller, 1776 ⇒ Harmothoe imbricata (Linnaeus, 1767)
- Aphrodita cirrhosa Pallas, 1766 ⇒ Gattyana cirrhosa (Pallas, 1766)
- Aphrodita cirrosa Dalyell, 1853 ⇒ Alentia gelatinosa (M. Sars, 1835)
- Aphrodita clava Montagu, 1808 ⇒ Lepidonotus clava (Montagu, 1808)
- Aphrodita complanata Pallas, 1766 ⇒ Eurythoe complanata (Pallas, 1766)
- Aphrodita cryptommata Essenberg, 1917 ⇒ Aphrodita japonica Marenzeller, 1879
- Aphrodita echinus Quatrefages, 1866 ⇒ Pontogenia chrysocoma (Baird, 1865)
- Aphrodita filamentosa Bruguière, 1789 ⇒ Gattyana cirrhosa (Pallas, 1766)
- Aphrodita flava Pallas, 1766 ⇒ Chloeia flava (Pallas, 1766)
- Aphrodita haswelli Johnston, 1908 ⇒ Aphrodita australis Baird, 1865
- Aphrodita hoptakero ⇒ Aphrodita heptakera Otto, 1821
- Aphrodita hystrix (Savigny in Lamarck, 1818) ⇒ Halithea hystrix Lamarck, 1818
- Aphrodita imbricata Linnaeus, 1767 ⇒ Harmothoe imbricata (Linnaeus, 1767)
- Aphrodita intermedia McIntosh, 1885 ⇒ Heteraphrodita intermedia (McIntosh, 1885)
- Aphrodita leioseta Chamberlin, 1919 ⇒ Aphrodita japonica Marenzeller, 1879
- Aphrodita lepidota Pallas, 1766 ⇒ Harmothoe imbricata (Linnaeus, 1767)
- Aphrodita longa O.F. Müller, 1776 ⇒ Pholoe longa (O.F. Müller, 1776)
- Aphrodita longirostra Bruguière, 1789 ⇒ Lepidonotus squamatus (Linnaeus, 1758)
- Aphrodita magna Treadwell, 1925 ⇒ Aphrodita longicornis Kinberg, 1856
- Aphrodita mathei [auct. informal name] ⇒ Hermione mathei Quatrefages, 1866
- Aphrodita mediterranea Costa, 1857 ⇒ Laetmonice hystrix (Savigny in Lamarck, 1818)
- Aphrodita minuta Fabricius, 1780 ⇒ Pholoe minuta (Fabricius, 1780)
- Aphrodita nitens Johnston, 1865 ⇒ Aphrodita aculeata Linnaeus, 1758
- Aphrodita paleacea Peters, 1864 ⇒ Aphrodita australis Baird, 1865
- Aphrodita pedunculata Pennant, 1777 ⇒ Lepidonotus squamatus (Linnaeus, 1758)
- Aphrodita plana Gmelin in Linnaeus, 1788 ⇒ Harmothoe imbricata (Linnaeus, 1767)
- Aphrodita punctata Müller, 1771 ⇒ Lepidonotus squamatus (Linnaeus, 1758)
- Aphrodita punctata Fabricius, 1780 ⇒ Gattyana cirrhosa (Pallas, 1766)
- Aphrodita raripapillata Essenberg, 1917 ⇒ Aphrodita armifera Moore, 1910
- Aphrodita rostrata Pallas, 1766 ⇒ Amphinome rostrata (Pallas, 1766)
- Aphrodita roulei Horst, 1917 ⇒ Aphrodita perarmata Roule, 1898
- Aphrodita scabra Fabricius, 1780 ⇒ Gattyana cirrhosa (Pallas, 1766)
- Aphrodita solitaria Essenberg, 1917 ⇒ Aphrodita refulgida Moore, 1910
- Aphrodita squamata Linnaeus, 1758 ⇒ Lepidonotus squamatus (Linnaeus, 1758)
- Aphrodita squamosa Quatrefages, 1866 ⇒ Euphione squamosa (Quatrefages, 1866)
- Aphrodita varians Dalyell, 1853 ⇒ Harmothoe imbricata (Linnaeus, 1767)
- Aphrodita velox Dalyell, 1853 ⇒ Scalisetosus communis (Delle Chiaje, 1851)
- Aphrodita violacea Strøm, 1768 ⇒ Harmothoe imbricata (Linnaeus, 1767)
- Aphrodita viridis Montagu, 1813 ⇒ Gattyana cirrhosa (Pallas, 1766)